# Wairau Valley (Auckland)

Wairau Valley est une banlieue de  North Shore, l’une des multiples villes constituant la métropole d’Auckland dans le nord de l’île du Nord de la Nouvelle-Zélande.

## Situation
La zone est à prédominance commerciale et d’industrie légère.
La route State Highway 1 passe à l’est et le long du complexe des commerces du parc de «Wairau Park», qui s’étend vers le nord.
Elle est limitée au nord-est par la banlieue de Forrest Hill, au sud-est par Westlake, au sud par Hillcrest, au sud-ouest par la ville de Marlborough et à l’ouest et au nord-ouest par Glenfield

## Gouvernance
La vallée de Wairau est sous la gouvernance de conseil d’Auckland.
La vallée de Wairau est une partie de la zone de recensement de 'Glenfield North .

## Éducation
L’école de Wairau Valley School est une école spéciale mixte avec un taux de décile de 9 et un effectif de 94 élèves.
Elle fournit les repas aux étudiants jusqu’à 21 ans pour des jeunes atteints de déficients intellectuels .